# Cyllopoda gibbifrons
Cyllopoda gibbifrons är en fjärilsart som beskrevs av Louis Beethoven Prout 1917. Cyllopoda gibbifrons ingår i släktet Cyllopoda och familjen mätare. Inga underarter finns listade i Catalogue of Life.